# Orobanche hymenocalyx
Orobanche hymenocalyx är en snyltrotsväxtart som beskrevs av Georges François Reuter. Orobanche hymenocalyx ingår i släktet snyltrötter, och familjen snyltrotsväxter. Inga underarter finns listade i Catalogue of Life.